# Сироївщина
Сироївщина — (біл. Сыраеўшчіна), село (веска) в складі Логойського району розташоване в Мінській області Білорусі, підпорядковане Логозинській сільській раді.
Село Сироївщина розташоване в центральних районах Білорусі, в північній частині Мінської області - орієнтовне розташування.